# Christopher Browning
Christopher Robert Browning (Durham, Carolina del Norte, Estados Unidos; 22 de mayo de 1944) es un historiador estadounidense y profesor emérito de Historia en la Universidad de Carolina del Norte en Chapel Hill (UNC). Especialista en el Holocausto, Browning es conocido por su trabajo documentando la Solución final, el comportamiento de quienes implementaron las políticas nazis y el uso del testimonio de los sobrevivientes.  Es autor de nueve libros, entre ellos Ordinary Men (1992) y The Origins of the Final Solution (2004). 
Browning enseñó en la Universidad Luterana del Pacífico de 1974 a 1999 y finalmente se convirtió en profesor distinguido. En 1999, se trasladó a la UNC para aceptar el nombramiento como Profesor de Historia Frank Porter Graham, y en 2006 fue elegido miembro de la Academia Estadounidense de las Artes y las Ciencias.  Después de jubilarse de la UNC en 2014, se convirtió en profesor visitante en la Universidad de Washington en Seattle. 
Browning ha actuado como testigo experto en varios juicios relacionados con el Holocausto, incluido el segundo juicio de Ernst Zündel (1988) e Irving v Penguin Books Ltd (2000). 

## Primeros años y educación
Nacido en Durham, Carolina del Norte, Browning se crio en Chicago, donde su padre era profesor de filosofía en la Universidad del Noroeste, su madre era enfermera. Recibió su licenciatura en historia del Oberlin College en 1967 y su maestría, también en historia, de la Universidad de Wisconsin-Madison (UW) en 1968. Luego enseñó durante un año en la Academia Militar de St. John y durante dos años en el Allegheny College. En 1975 obtuvo su doctorado en la Universidad de Washington por su tesis "Referat D III of Abteilung Deutschland and the Jewish Policy of the German Foreign Office 1940-1943", que se convirtió en su primer libro, The Final Solution and the German Foreign Office: A study of Referat D III of Abteilung Deutschland, 1940-43 (1978).  
Browning se casó con Jennifer Jane Horn el 19 de septiembre de 1970 y tuvo dos hijos: Kathryn Elizabeth y Anne DeSilvey. 

## Ordinary Men
Browning es más conocido por su libro de 1992 Ordinary Men: Reserve Police Battalion 101 and the Final Solution in Poland, un estudio de  Batallón 101 de Policía de Reserva de la Ordnungspolizei alemana. El batallón cometió masacres y redadas de judíos para deportarlos a los campos de exterminio nazis en la Polonia ocupada por Alemania en 1942. La conclusión del libro, influenciada en parte por los famosos experimentos de Milgram popularizados en la década de 1970, fue que los hombres de la Unidad 101 mataban por obediencia a la autoridad y a la presión de grupo. 
Como se presenta en el estudio, los hombres de la Unidad 101 no eran nazis ardientes, sino hombres comunes y corrientes de mediana edad, de clase trabajadora, de Hamburgo, que habían sido reclutados pero se les había considerado no aptos para el servicio militar regular. Después de su regreso a la Polonia ocupada en junio de 1942, a los hombres se les ordenó aterrorizar a los judíos en los guetos durante la Operación Reinhard y llevar a cabo masacres de judíos polacos (hombres, mujeres y niños) en las ciudades de Józefów y Łomazy. En otros casos, se les ordenaba matar a un cierto número de judíos en una ciudad o zona, generalmente con la ayuda de Trawnikis. El comandante de la unidad una vez dio a sus hombres la opción de retirarse si lo encontraban demasiado difícil, pero menos de 12 hombres lo hicieron en un batallón de 500. Browning aporta pruebas que apoyan la idea de que no todos los hombres eran antisemitas odiosos. Incluye el testimonio de hombres que dijeron que rogaron que los liberaran de la tarea y los ubicaran en otro lugar. En un caso, dos padres afirmaron que no podían matar niños y pidieron que se les diera otro trabajo. Browning también habla de un hombre que exigió su liberación de la tarea, la obtuvo y fue ascendido una vez que regresó a Alemania.
Ordinary Men obtuvo mucho reconocimiento, pero fue criticada por Daniel Goldhagen por no reflejar lo que él llamó una cultura política específicamente alemana, caracterizada por un "antisemitismo eliminacionista" como causante de los genocidios nazis. En una reseña en The New Republic en julio de 1992, Goldhagen calificó a Ordinary Men como un libro que falla en su interpretación central. El controvertido libro de Goldhagen, Hitler's Willing Executioners (Los verdugos voluntarios de Hitler), de 1996, fue escrito en gran medida para refutar a Browning, pero terminó siendo mucho más criticado.

### Irving contra Lipstadt
Cuando David Irving demandó a Deborah Lipstadt por difamación en 1996, Browning fue uno de los principales testigos de la defensa. Otro historiador, Robert Jan van Pelt, escribió un informe sobre las cámaras de gas en el campo de concentración de Auschwitz, y Browning escribió un informe sobre la evidencia del exterminio de judíos.  Durante su testimonio y el interrogatorio de Irving, Browning refutó la sugerencia de Irving de que el último capítulo del Holocausto aún no se había escrito (lo que implicaba que había motivos para dudar de su realidad) diciendo: "Todavía estamos descubriendo cosas sobre el imperio romano. No hay un último capítulo en la historia".
Browning refutó el argumento de Irving de que la ausencia de una orden escrita del Führer Adolf Hitler para llevar a cabo el genocidio de los judíos europeos constituía una evidencia contraria a la historia estándar del Holocausto. Browning sostuvo que tal orden nunca hubiera tenido que haber sido escrita ya que Hitler casi con certeza había hecho declaraciones a sus principales subordinados indicando sus deseos con respecto a los judíos, lo que hacía irrelevante la cuestión de una orden escrita. Browning testificó que varios expertos en la Alemania nazi creen que no hubo una orden escrita del Führer para la "solución final de la cuestión judía", pero que ningún historiador duda de la realidad del genocidio nazi. Browning señaló que el discurso secreto de Hitler a sus Gauleiter el 12 de diciembre de 1941 aludía al genocidio como la "solución final".
Browning rechazó la afirmación de Irving de que no había información estadística confiable sobre el tamaño de la población judía en Europa antes de la guerra o sobre los procesos de exterminio. Browning afirmó que la única razón por la que los historiadores debaten si cinco o seis millones de judíos fueron asesinados en el Holocausto es la falta de acceso a los archivos de la ex Unión Soviética.

### La interpretación del Holocausto según Browning
Browning es un "funcionalista moderado" en el debate sobre los orígenes del Holocausto y se centra en la estructura y la institución del Tercer Reich, más que en las intenciones y órdenes de Hitler. El funcionalismo ve el exterminio de los judíos como la improvisación y radicalización de un régimen policrático.  Browning ha argumentado que la Solución Final fue el resultado de la " radicalización acumulativa " (para usar la frase del historiador Hans Mommsen) del Estado alemán, especialmente cuando se enfrentó al "problema" autoimpuesto de tres millones de judíos (en su mayoría polacos) a quienes los nazis habían encarcelado en guetos entre 1939 y 1941. La intención era que esos y otros judíos residentes en el Tercer Reich fueran expulsados hacia el este una vez seleccionado un destino. Browning sostuvo que la frase "solución final a la cuestión judía", que se utilizó por primera vez en 1939, significó hasta 1941 una "solución territorial". Los acontecimientos militares de la Segunda Guerra Mundial y los conflictos dentro de la burocracia alemana hicieron que la expulsión perdiera su viabilidad, de tal manera que en 1941, los miembros de la burocracia estaban dispuestos a tolerar el asesinato en masa de judíos.
Browning divide a los funcionarios del Gobierno General de la Polonia ocupada en dos facciones. Los "produccionistas" favorecían el uso de los judíos de los guetos como fuente de mano de obra esclava para ayudar en el esfuerzo bélico. Los "desgastadores" estaban a favor de dejarlos morir de hambre y de enfermedades. Al mismo tiempo, hubo conflictos entre las Schutzstaffel (SS) y Hans Frank, el Gobernador General de la Polonia ocupada. Las SS apoyaron el Plan Nisko para crear una "reserva judía" en Lublin, en la Polonia ocupada, a la que serían expulsados todos los judíos de Alemania, Polonia y la antigua Checoslovaquia. Frank se oponía al "Plan Lublin" porque consideraba que las SS estaban "arrojando" judíos a su territorio. Frank y Hermann Göring deseaban que el Gobierno General se convirtiera en el granero del Reich y se oponían a los planes de limpieza étnica de Heinrich Himmler y Arthur Greiser por considerarlos económicamente perjudiciales.
Un intento de resolver las dificultades en una conferencia entre Himmler, Göring, Frank y Greiser en la finca Carinhall de Göring el 12 de febrero de 1940 fue frustrado en mayo, cuando Himmler le mostró a Hitler un memorándum, "Algunas reflexiones sobre el tratamiento de la población extranjera en el Este", el 15 de mayo de 1940, que Hitler calificó de "bueno y correcto". El memorándum de Himmler, que pedía la expulsión de todos los judíos de la Europa gobernada por Alemania a África, reduciendo a los polacos a una "clase trabajadora sin líder" y la aprobación del memorándum por parte de Hitler condujeron, como señaló Browning, a un cambio en la política alemana en la Polonia ocupada en la línea sugerida por Himmler. Browning calificó la disputa entre Göring, Frank, Himmler y Greiser como un ejemplo perfecto de cómo Hitler alentaba a sus subordinados a entablar batallas campales entre ellos sin decidirse por una u otra política, pero insinuando la política que quería.

## Premios
- 1994: National Jewish Book Award for Ordinary Men: Reserve Police Battalion 101 and the Final Solution in Poland.[25]
- 2004: National Jewish Book Award for The Origins of the Final Solution: The Evolution of Nazi Jewish Policy, September 1939 – March 1942.[25]
- 2010: National Jewish Book Award for Remembering Survival. Inside a Nazi Slave-labor Camp.[25]
- 2011: Yad Vashem International Book Prize for Holocaust Research for Remembering Survival.[26]

## Obras seleccionadas
- (1978). The Final Solution and the German Foreign Office: A study of Referat D III of Abteilung Deutschland, 1940–43. New York: Holmes & Meier. ISBN 978-0841904033
- (1981). "Zur Genesis der "Endlösung" Eine Antwort an Martin Broszat" pages 96–104 from Vierteljahrshefte für Zeitgeschichte, Volume 29.
- (1985). Fateful Months: Essays on the Emergence of the Final Solution. New York: Holmes & Meier.
- (1992). Ordinary Men: Reserve Police Battalion 101 and the Final Solution in Poland. New York: HarperCollins.
- (1992). The Path to Genocide: Essays on launching the Final Solution. Cambridge: Cambridge University Press.
- (2000). Nazi policy, Jewish workers, German killers. Cambridge and New York: Cambridge University Press.
- (2003). Collected memories: Holocaust History and Postwar Testimony, Madison, Wis. and London: University of Wisconsin Press.
- (2004). The Origins of the Final Solution: The Evolution of Nazi Jewish Policy, September 1939 – March 1942 (with contributions by Jürgen Matthäus). Lincoln: University of Nebraska Press. ISBN 0-803-25979-4 OCLC 52838928
- (2007). Every Day Lasts a Year: A Jewish Family's Correspondence from Poland. Cambridge : Cambridge University Press.
- (2010). Remembering Survival: Inside a Nazi Slave-Labor Camp. New York: W.W. Norton & Co. ISBN 0-393-07019-0 OCLC 317919861. This book earned Browning the 2011 Yad Vashem International Book Prize for Holocaust Research.
- (2015), with Michael Marrus, Susannah Heschel and Milton Shain, eds. Holocaust Scholarship:  Personal Trajectories and Professional Interpretations. Basingstoke and New York: Palgrave Macmillan. ISBN 978-1137514189
- (2018). "The Suffocation of Democracy". The New York Review of Books. 65 (16). October 25, 2018.